# جبال الظهر
جبال الظهر جبال من سلسلة جبال مدين في السعودية، تقع بالقرب من حقل في منطقة تبوك، ويبلغ ارتفاعه 1,828 م (5,997 قدم).